# Mimet
Mimet [mimɛ] est une commune française située dans le département des Bouches-du-Rhône, en région Provence-Alpes-Côte d'Azur.
Elle appartient au canton de Gardanne et a rejoint la communauté du Pays d'Aix en 2002 puis la métropole d'Aix-Marseille-Provence en 2016.

## Géographie

### Situation
Mimet est le plus haut village des Bouches-du-Rhône, sa mairie étant située à 497 m d'altitude et le point le plus haut s'élevant à 779 m (Tête du Grand Puech). Le territoire de la commune est divisé en deux parties très différentes par le massif de l'Étoile : le versant nord (ubac) et le versant sud (adret)
- Depuis le côté sud, on peut voir la ville de Marseille, sa rade et la mer Méditerranée au loin. Cette partie de la commune de Mimet est sauvage et inhabitée si l'on excepte l'ancien monastère de Notre Dame des Anges et les bâtiments et ruines désertés de la Débite. Le paysage est assez escarpé et la végétation aride. Les arbres (majoritairement des pins) y sont assez limités et la couverture végétale est principalement constituée de buissons (thym, romarin, etc.).

Seule une DFCI, route de lutte contre les incendies permet la traversée nord/sud de ce coté, rejointe dans la partie basse par deux autres venant des communes voisines. Une autre suit la crête versant nord.
- Le village et les habitations occupent le versant nord. Depuis la RD 7 qui relie Gardanne à Mimet, par temps dégagé, il est possible d'apercevoir le mont Ventoux, le Luberon et la montagne de Lure. Depuis le col Saint Anne, ce sont les Ecrins que l'on peut apercevoir. Cette partie nord du massif de l'Étoile redescend sur la plaine parsemée d'habitations et rencontre en chemin le village originel, où se trouvent la mairie et l'église, puis le hameau autour de l'ancienne ferme de la Tour et le moulinà eau. La végétation du versant nord est constituée majoritairement de forêts de chênes et de pins.

Le centre du village se situe à 8 km de Gardanne, 21 km d'Aix-en-Provence et à 30 km de Marseille par la route, mais seulement 20km par la DFCI et 8km de Plan de Cuques.

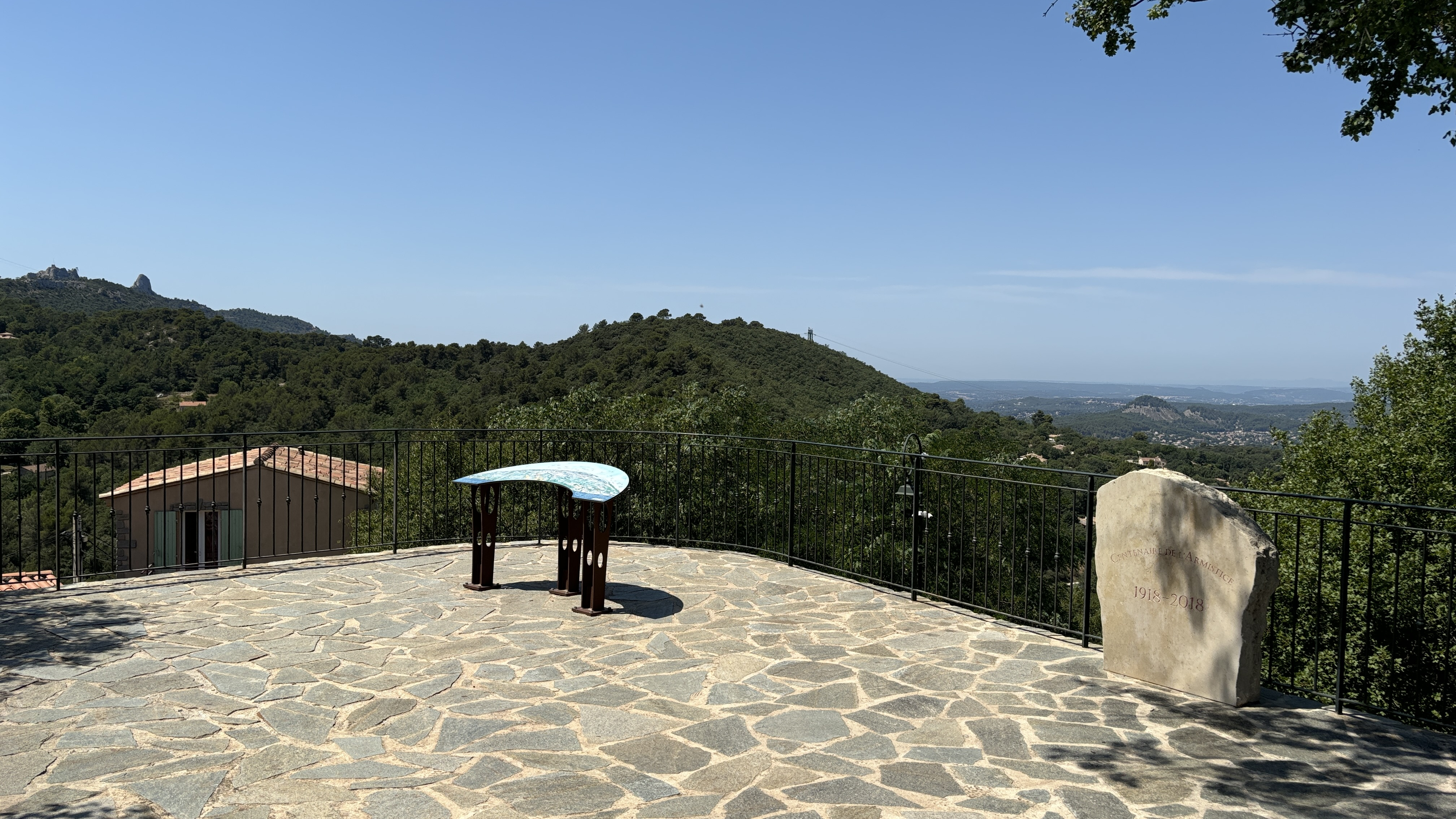
Table d'orientation sur le belvédère dédié au centenaire de l'armistice 1918 (Le Pilon du Roi est bien visible sur la gauche)
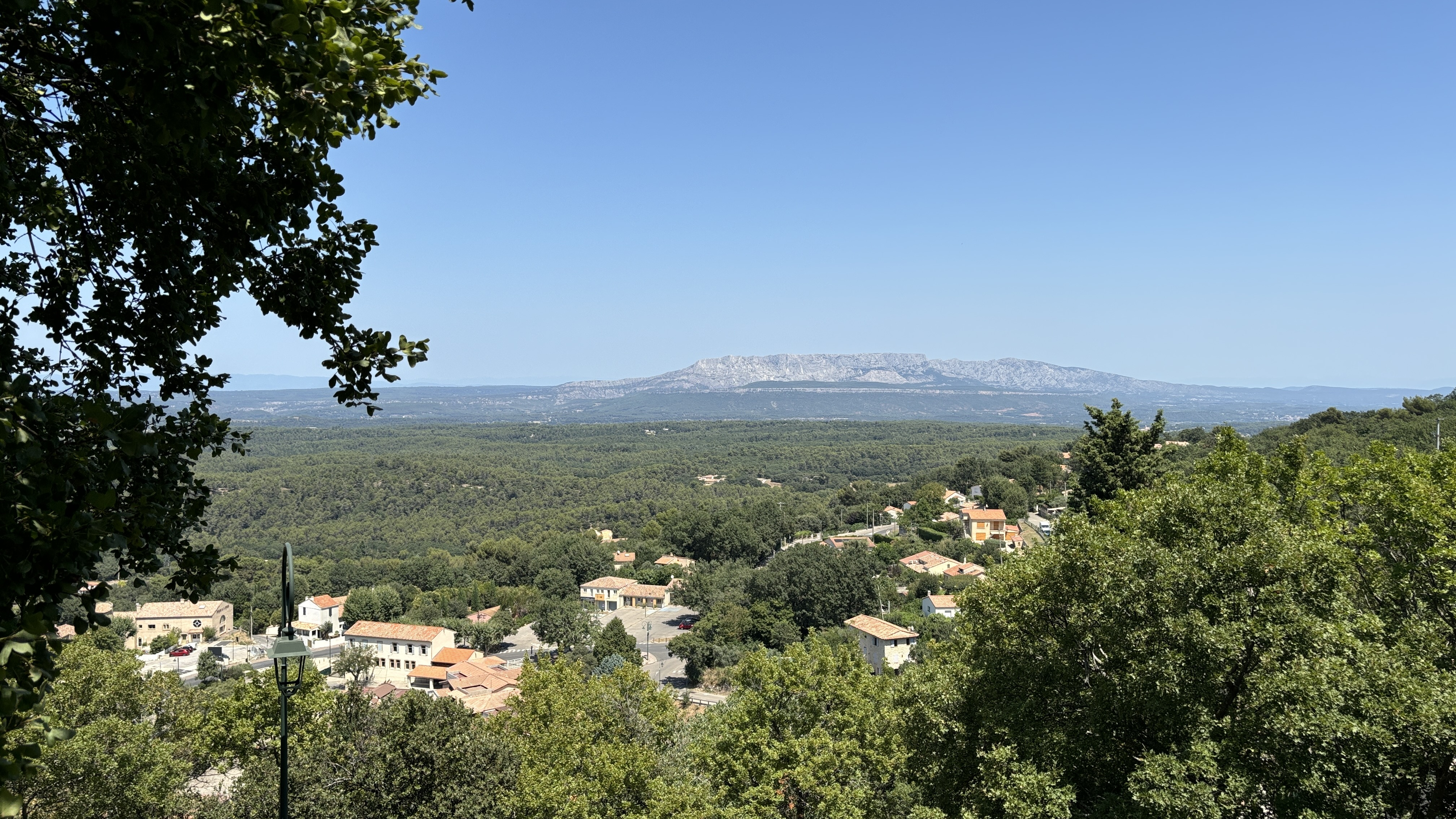
Vue de la montagne Sainte-Victoire

### Communes limitrophes
Les communes limitrophes de Mimet sont Gardanne au nord et nord-ouest, Simiane-Collongue à l'ouest et au sud-ouest, Plan-de-Cuques (courte limite) au sud, Allauch au sud-est (communes situées sur le versant sud du massif de l'Étoile), Saint-Savournin à l'est et Gréasque au nord-est. Le point le plus au nord de la commune (extrémité du chemin du Moulin Rou) est limitrophe de Fuveau sur quelques mètres.
| Gardanne (Biver)  | Gardanne       | Gréasque        |
| Simiane-Collongue | Mimet          | Saint-Savournin |
| Simiane-Collongue | Plan-de-Cuques | Allauch         |

### Voies de communication et transports

#### Transports en commun
Mimet est reliée plusieurs fois par jour à Aix-en-Provence grâce à une ligne (n° 290) d'autocars exploitée par le syndicat des transports de l'agglomération du Pays d'Aix.

#### Transports ferroviaires
Les deux gares les plus proches de la commune sont celles de Gardanne et Simiane-Collongue, sur la ligne TER Marseille - Aix-en-Provence - Briançon. La Gare d'Aix-en-Provence TGV est à environ 35 kilomètres par voie routière, soit à égale distance de Marseille-Saint-Charles.

#### Routes

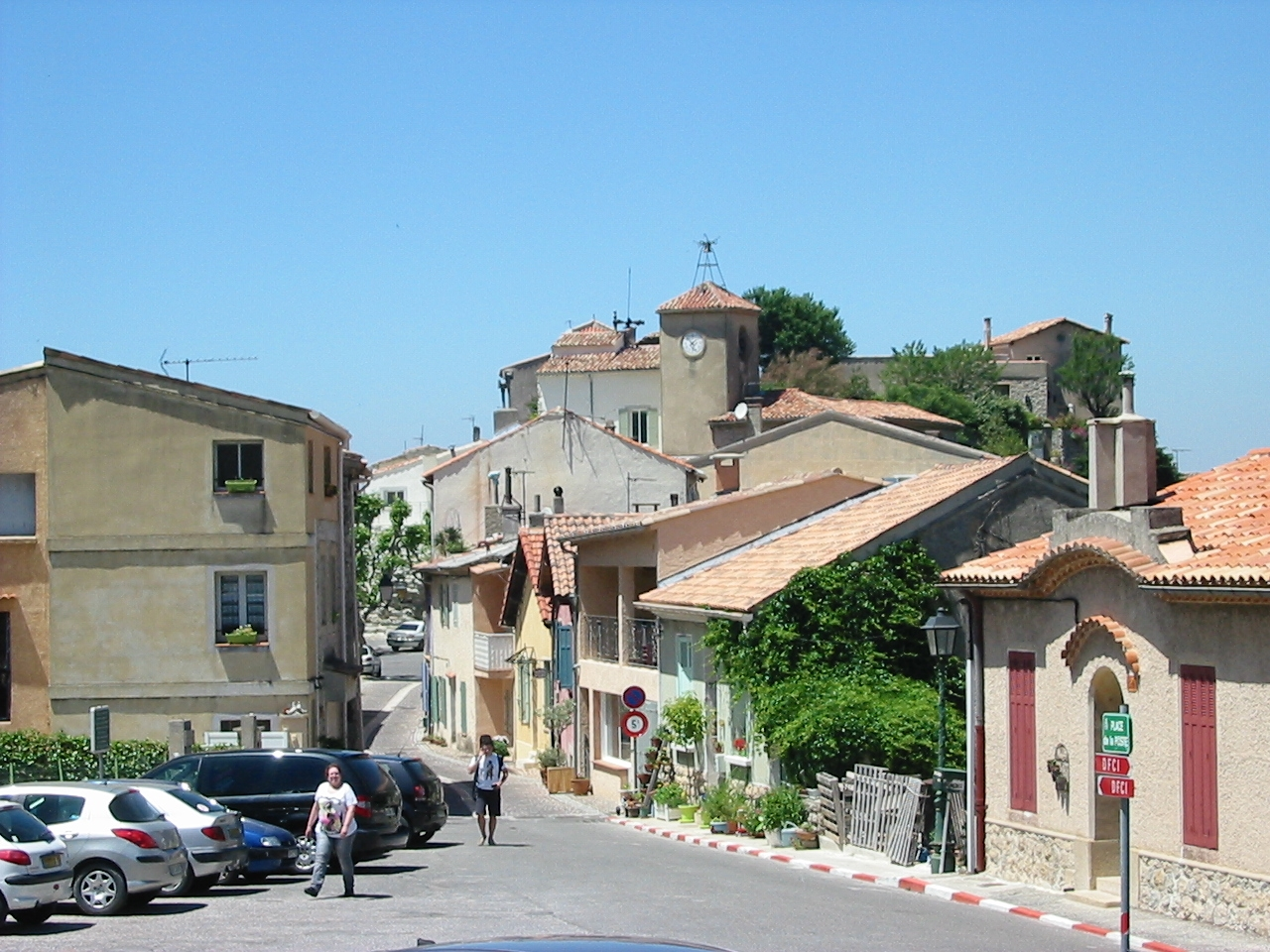
La rue Saint-Sébastien.

Mimet est facilement reliée par la route aux grandes communes et grands axes environnants :
- Marseille par la RD 8, la RD 6 (voie express), l'autoroute A51 et l'autoroute A7. La RD 908 via Peypin et le col des Termes constitue un itinéraire alternatif pour rejoindre les quartiers nord-est de l'agglomération phocéenne ;
- Gardanne, via Biver par la RD 58A, ou directement par la RD 7 et au-delà vers Aix-en-Provence ;
- La Destrousse, via Saint-Savournin, Cadolive et Peypin par la RD 7, et au-delà l'autoroute A52 vers Aubagne et Toulon ;
- Gréasque, Fuveau, Trets et au-delà vers l'autoroute A8, par la RD 46G.

### Climat
Pour des articles plus généraux, voir Climat de Provence-Alpes-Côte d'Azur et Climat des Bouches-du-Rhône.

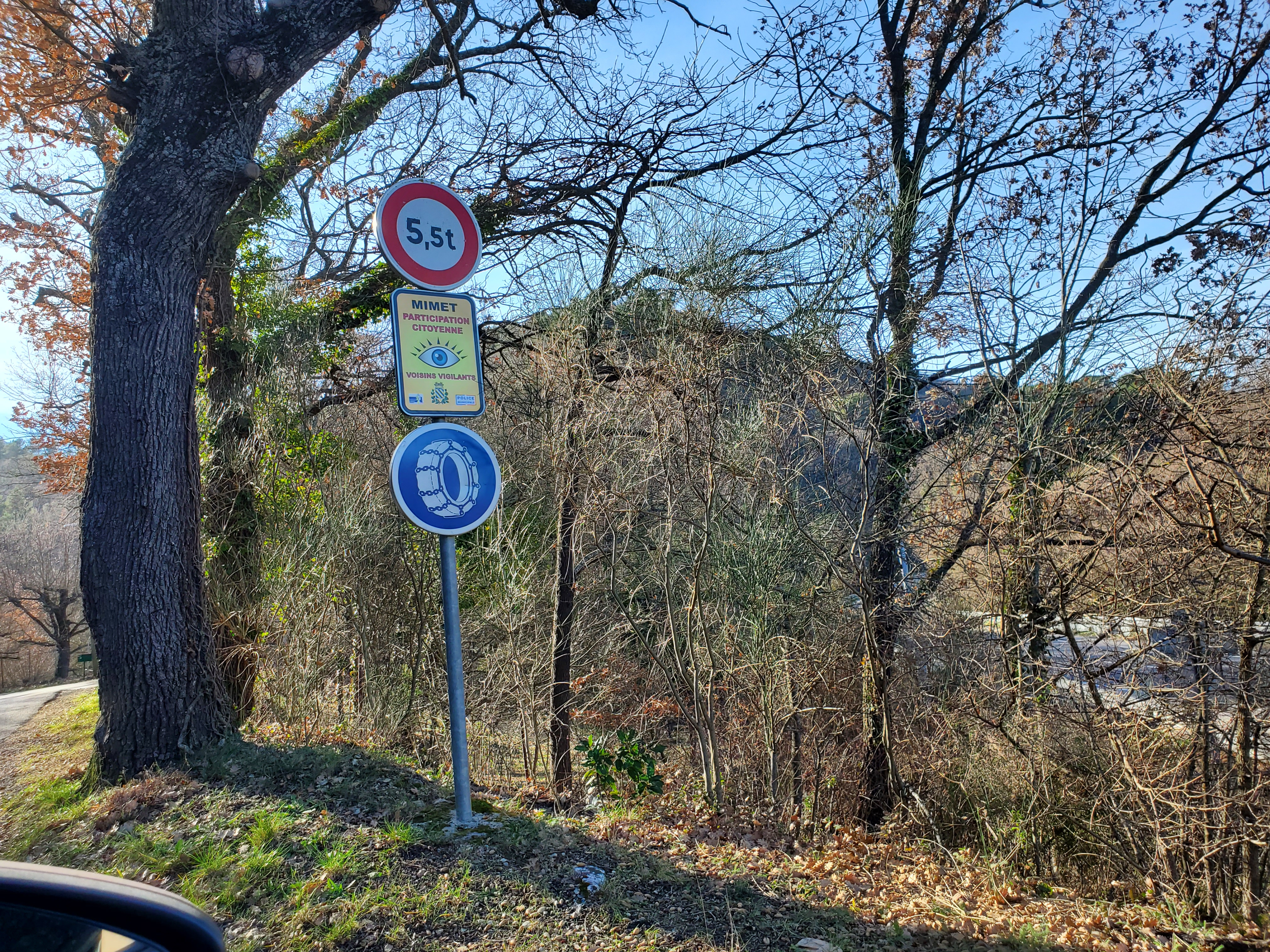
vers la Glacière.

Du fait de son altitude et de la répartition adret/ubac, la commune présente des particularités climatiques notables : chaud et aride sur l'adret, froid et humide en hiver sur l'ubac, particulièrement dans le vallon . Elle  reflète aussi  le changement climatique : l'altitude fait que jusque les années 2020, deux panneaux demandaient les équipements obligatoires, le 1er, à côté de la poste, enlevé avant 2023, l'autre en bas du chemin de Pignatelle, sous la Glacière, enlevé en 2024. Les anciens témoignent d'épisodes de neige fréquents et importants à une certaine époque, jusque dans les années 1980. La présence de la glacière (voir ci-dessous) est révélatrice à ce titre.
D'une façon plus générale, en 2010, le climat de la commune est de type climat du Bassin du Sud-Ouest, selon une étude du Centre national de la recherche scientifique s'appuyant sur une série de données couvrant la période 1971-2000. En 2020, Météo-France publie une typologie des climats de la France métropolitaine dans laquelle la commune est exposée à un climat méditerranéen et est dans la région climatique  Provence, Languedoc-Roussillon, caractérisée par une pluviométrie faible en été, un très bon ensoleillement (2 600 h/an), un été chaud (21,5 °C), un air très sec en été, sec en toutes saisons, des vents forts (fréquence de 40 à 50 % de vents > 5 m/s) et peu de brouillards.
Pour la période 1971-2000, la température annuelle moyenne est de 12,6 °C, avec une amplitude thermique annuelle de 15,7 °C. Le cumul annuel moyen de précipitations est de 599 mm, avec 5,6 jours de précipitations en janvier et 2,2 jours en juillet. Pour la période 1991-2020, la température moyenne annuelle observée sur la station météorologique installée sur la commune est de 13,3 °C et le cumul annuel moyen de précipitations est de 725,2 mm. 
La température maximale relevée sur cette station est de 39,1 °C, atteinte le 28 juin 2019 ; la température minimale est de −13,4 °C, atteinte le 7 février 2012,,.
| Mois                                  | jan.          | fév.            | mars          | avril         | mai           | juin          | jui.          | août          | sep.          | oct.          | nov.            | déc.          | année      |
| ------------------------------------- | ------------- | --------------- | ------------- | ------------- | ------------- | ------------- | ------------- | ------------- | ------------- | ------------- | --------------- | ------------- | ---------- |
| Température minimale moyenne (°C)     | 1,6           | 1,3             | 3,8           | 6,3           | 9,8           | 13,3          | 15,7          | 15,8          | 12,5          | 9,7           | 5,3             | 2,5           | 8,1        |
| Température moyenne (°C)              | 5,7           | 6               | 9             | 11,6          | 15,6          | 19,5          | 22,3          | 22,2          | 18,1          | 14,2          | 9,3             | 6,4           | 13,3       |
| Température maximale moyenne (°C)     | 9,7           | 10,7            | 14,1          | 17            | 21,3          | 25,8          | 28,8          | 28,7          | 23,7          | 18,7          | 13,3            | 10,2          | 18,5       |
| Record de froid (°C) date du record   | −9,7 28.01.05 | −13,4 07.02.12  | −7,6 13.03.06 | −2,7 03.04.22 | −1,5 02.05.12 | 2,9 01.06.06  | 6,8 17.07.00  | 7,2 31.08.10  | 2,6 26.09.02  | −2 25.10.03   | −7,1 23.11.1999 | −9,5 30.12.05 | −13,4 2012 |
| Record de chaleur (°C) date du record | 19,7 28.01.08 | 20,3 18.02.1998 | 23,8 24.03.01 | 26,9 27.04.12 | 32,8 23.05.09 | 39,1 28.06.19 | 37,3 31.07.17 | 37,8 23.08.23 | 33,5 04.09.23 | 28,9 08.10.23 | 21,7 01.11.22   | 20,3 30.12.21 | 39,1 2019  |
| Précipitations (mm)                   | 66,4          | 41,4            | 40,7          | 68,9          | 54,3          | 38            | 16,4          | 36,7          | 96,9          | 97,2          | 100,3           | 68            | 725,2      |

| Diagramme climatique                                  |             |             |           |             |            |              |              |              |             |              |           |
| J                                                     | F           | M           | A         | M           | J          | J            | A            | S            | O           | N            | D         |
| 9,71,666,4                                            | 10,71,341,4 | 14,13,840,7 | 176,368,9 | 21,39,854,3 | 25,813,338 | 28,815,716,4 | 28,715,836,7 | 23,712,596,9 | 18,79,797,2 | 13,35,3100,3 | 10,22,568 |
| Moyennes : • Temp. maxi et mini °C • Précipitation mm |             |             |           |             |            |              |              |              |             |              |           |

Les paramètres climatiques de la commune ont été estimés pour le milieu du siècle (2041-2070) selon différents scénarios d'émission de gaz à effet de serre à partir des nouvelles projections climatiques de référence DRIAS-2020. Ils sont consultables sur un site dédié publié par Météo-France en novembre 2022.

### Toponymie
Mimet est un nom d'origine celto-ligure qui signifierait « géant ». En effet, lorsqu'on regarde le village depuis les terres plus basses, le banc de roche au travers des arbres sous le Baou Troca dessine un géant couché dans la verdure et en porte le nom comme en témoigne la table d’orientation sur la crête. La route qui mène au village depuis Simiane-Collongue ou Saint-Savournin s'appelle aussi la route du Géant.
Microtoponymie
Bau Trouca : Baou ou Bau désigne la colline, le sommet. Trouca peut signifier percé, voire amputé, arasé. Le troca désigne le bélier castré.
Le grand Puëch : Püech est de la même racine que puy et désigne aussi un sommet
La Galinière : galline = poule
La débite : débit de la glace en provenance de la glacière du Passagnat
Font Belle et Font de Rigon : font = fontaine, source
Le Pas de Porte : le pas désigne le passage, le col ; Porte aussi : cas typique de tautologie
Le safre : le littré propose une argile limoneuse durcie et agglutinée donnant une erre fertile
Vallat de Cauvet : vallat désigne un ruisseau.
Les Rigauds, Font Rigo : vraisemblablement d'un patronyme, 1- hypocoristique de Arrigo, Arrighi = Henri, 2- du germanique ric / waldan, puissant/gouverner) la région a été wisigothe et ostrogothe, 3- très peu probable : lo rigau (le rouge gorge)
Notre Dame des Anges : les anges sont possiblement liés à une appropriation chrétienne et/ou un passage élevé, dangereux.
Aire de la Moure : moure signifie sommet, de même qu'Aire. Autre tautologie
Jas de Mimet : jas= bergerie
Le Pilon du Roi : francisation abusive pour lou Pieloun dóu Roure("le pic du chêne").
Notre Dame du Rôt pourrait avoir subi le même sort beaucoup plus tôt ( Ecclesiam Beate Marie Roto vel de Rot. 1274») ou peut être du latin ruptus (abrupt) ou de ro en langue celtique, plus ancienne (passage), c'est-à-dire initiation.

## Urbanisme

### Typologie
Au 1er janvier 2024, Mimet est catégorisée ceinture urbaine, selon la nouvelle grille communale de densité à 7 niveaux définie par l'Insee en 2022.
Elle appartient à l'unité urbaine de Marseille-Aix-en-Provence, une agglomération inter-départementale dont elle est une commune de la banlieue,. Par ailleurs la commune fait partie de l'aire d'attraction de Marseille - Aix-en-Provence, dont elle est une commune de la couronne,. Cette aire, qui regroupe 115 communes, est catégorisée dans les aires de 700 000 habitants ou plus (hors Paris),.

### Occupation des sols
L'occupation des sols de la commune, telle qu'elle ressort de la base de données européenne d’occupation biophysique des sols Corine Land Cover (CLC), est marquée par l'importance des forêts et milieux semi-naturels (67,7 % en 2018), en diminution par rapport à 1990 (73,1 %). La répartition détaillée en 2018 est la suivante : 
forêts (49,2 %), zones urbanisées (21,8 %), milieux à végétation arbustive et/ou herbacée (18,6 %), zones agricoles hétérogènes (7,1 %), terres arables (3,4 %). L'évolution de l’occupation des sols de la commune et de ses infrastructures peut être observée sur les différentes représentations cartographiques du territoire : la carte de Cassini (XVIIIe siècle), la carte d'état-major (1820-1866) et les cartes ou photos aériennes de l'IGN pour la période actuelle (1950 à aujourd'hui).

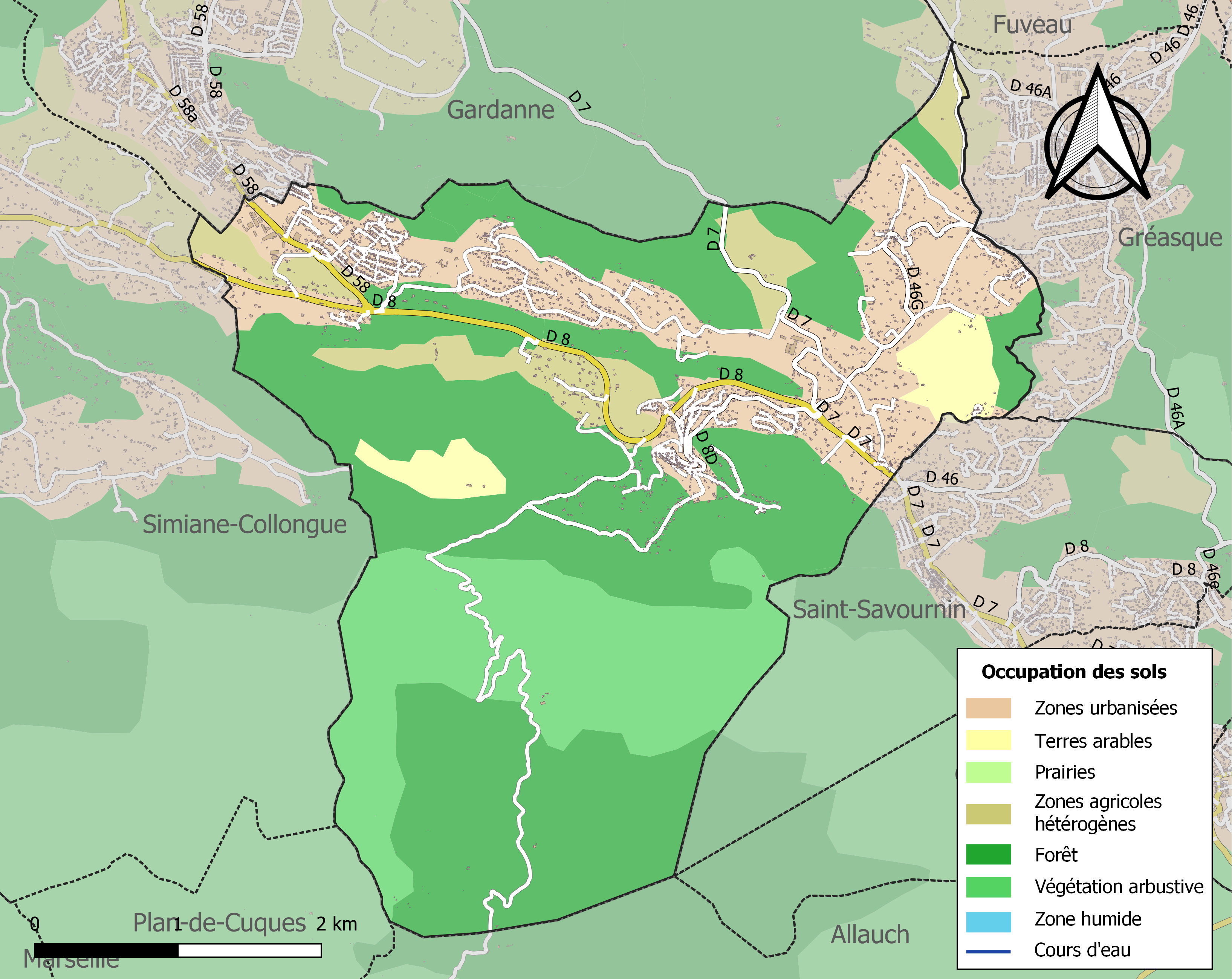
Carte des infrastructures et de l'occupation des sols de la commune en 2018 (CLC).

## Histoire

### Préhistoire et Antiquité
Sur la partie Est de la commune, faisant face à la Sainte-Victoire se situe l'oppidum de la Tête de l'Ost, petit village fortifié de l'âge de fer, installé à 627 m d'altitude sur la colline du même nom. Il a été classé monument historique le 21 mai 1992. D'après quelques trouvailles sporadiques, on sait que le site a été fréquenté aux VIe et Ve siècles avant notre ère. Mais c'est au IIe siècle av. J.-C. que se situe la principale occupation, caractérisée par une vaste enceinte ovale enserrant le sommet de la colline sur une superficie de plus de deux hectares.
L’oppidum faisait partie alors des places fortes des Salyens, tribu celto-ligure occupant l'arrière-pays de Massalia (maintenant Marseille).
Le versant sud a été occupé dès le néolithique suivi au début de l'ère chrétienne par des ermites et autres religieux, sur les sites des environs de Notre Dame des Anges proche de celui de Notre dame du Rot (Simiane).

### Moyen Âge
Jean de Sabran (?-av.1384), capitaine d'Aix (1367), châtelain d'Aix (1370), viguier de Marseille (1381), fut seigneur d'Ansouis et grand chambellan de la reine Jeanne. Il était le troisième fils de Guillaume de Sabran, baron d'Ansouis et comte d'Ariano. Jean épousa avant 1351, Isoarde de Roquefeuil, dame de Puyloubier, de Belcodène et de Mimet, fille d'Isnard de Puyloubier, seigneur de Puyloubier et de Roquefeuil. Il eut de longs problèmes avec son frère Guillaume au sujet de l'héritage paternel, si bien que la reine Jeanne dut intervenir. Le 9 mars 1351, il prêta hommage pour Puyloubier à la reine Jeanne.

### Révolution française
À Mimet, le comité de surveillance est institué en 1793. Il se recrute en partie chez les simples paysans, parfois illettrés, et son institution marque en quelque sorte l’apogée démocratique de la Révolution. Il institue des visites domiciliaires afin de débusquer les suspects : bien qu’il n’en trouve pas dans la commune, il s’estime satisfait, le but étant autant de montrer l’application de la loi que de trouver des contre-révolutionnaires.

## Politique et administration

### Liste des maires
| Période                                  | Période   | Identité            | Étiquette         | Qualité                                                                          |
| ---------------------------------------- | --------- | ------------------- | ----------------- | -------------------------------------------------------------------------------- |
| mars 1977                                | juin 1995 | Albert Gauche       | PCF puis app. PCF |                                                                                  |
| juin 1995                                | mars 1998 | Alain Mahieux       | DVD               |                                                                                  |
| avril 1998                               | mars 2001 | Jean-Paul Chauvière | PCF               | Professeur de lettres                                                            |
| mars 2001                                | En cours  | Georges Cristiani   | DVG               | Chef d'entreprise Président de l'union des maires des Bouches-du-Rhône (2014 → ) |
| Les données manquantes sont à compléter. |           |                     |                   |                                                                                  |

### Jumelage et coopération
Au lendemain de la Seconde Guerre mondiale, le jumelage de communes est apparu comme étant un moyen de tisser des liens et d’établir des relations socioculturelles étroites avec ses voisins après le conflit qui venait de déchirer le monde et l’Europe. Les jumelages concernent aujourd’hui plus de 15 000 collectivités locales européennes, dont 3 800 réparties sur toute la France, et aux traditionnels échanges culturels et d’amitié ajoutent  des aspects d’échanges de savoir-faire, de partenariat économique, et de solidarité.
La commune de Mimet est jumelée avec  Pergine Valdarno (Italie). La route principale d'accès au village est d'ailleurs baptisée "rue de Pergine".

## Population et société

### Démographie
En 2022 , la commune comptait 4147 habitants.
| 1793 | 1800 | 1806 | 1821 | 1831 | 1836 | 1841 | 1846 | 1851 |
| ---- | ---- | ---- | ---- | ---- | ---- | ---- | ---- | ---- |
| 376  | 378  | 418  | 464  | 641  | 609  | 585  | 593  | 568  |

| 1856 | 1861 | 1866 | 1872 | 1876 | 1881 | 1886 | 1891 | 1896 |
| ---- | ---- | ---- | ---- | ---- | ---- | ---- | ---- | ---- |
| 584  | 605  | 629  | 647  | 620  | 552  | 542  | 505  | 481  |

| 1901 | 1906 | 1911 | 1921 | 1926 | 1931 | 1936 | 1946 | 1954  |
| ---- | ---- | ---- | ---- | ---- | ---- | ---- | ---- | ----- |
| 440  | 509  | 512  | 618  | 682  | 632  | 610  | 844  | 1 253 |

| 1962  | 1968  | 1975  | 1982  | 1990  | 1999  | 2004  | 2006  | 2009  |
| ----- | ----- | ----- | ----- | ----- | ----- | ----- | ----- | ----- |
| 1 291 | 1 360 | 1 476 | 2 374 | 3 464 | 4 151 | 4 440 | 4 389 | 4 526 |

| 2014  | 2019  | 2022  | - | - | - | - | - | - |
| ----- | ----- | ----- | - | - | - | - | - | - |
| 4 591 | 4 213 | 4 147 | - | - | - | - | - | - |

### Manifestations culturelles et festivités
- Mimet accueille tous les ans une fête du miel en automne.
- Un trail est organisé depuis 2007. Le trail de Mimet fait partie du Challenge des Trails de Provence.
- Dans le cadre du festival de La Roque-d'Anthéron, quelques concerts ont lieu tous les étés sur le site de Château-Bas.

## Culture et patrimoine

### Lieux et monuments
- Le village comprend l'église de la Transfiguration-du-Seigneur du XIIe siècle restaurée au XVIIIe siècle, ainsi qu'une glacière du XVIIe siècle qui alimentait alors la ville de Marseille en glace, en rapport avec « la Débite » sur le versant sud.
- Sur la partie est de la commune, faisant face à la Sainte-Victoire, se situe le site archéologique de l'oppidum de la Test de l'Ost.
- Le château, dénommé « Château-Bas », actuellement propriété du pays d'Aix, se situe, comme son nom l'indique, en contrebas du village, près du hameau des Moulières. Une plaque y précise que l'empereur Charles Quint s'y serait arrêté.
- À moins d'un kilomètre du col Sainte-Anne, se dresse l'ancien monastère de Notre-Dame-des-Anges. Il fait face aux ruines de Notre Dame du Rôt situé à Simiane-Collongue. Entre les deux on observe des sentiers muraillés, des vestiges de bâtiment et autres montrant une activité ancienne liés à la vie monacale surprenante au vu des conditions difficiles[24]. Situé à l'ouest de la Baume Vidale (grotte, enclos et oratoire au dessus de restanques ), il surplombe aussi l'ermitage de la grotte de l'ermite et ses anciennes cultures (3 parcelles visibles sur le cadastre napoléonien de 1833 : le jardin[17]). Le document parle aussi d'un circuit vieux et d'un pré du Fénouil. Le monastère est lui même surplombé par le site du Paradis (ancienne chapelle bâtie en 1693). Fondé vers 1220 selon un parchemin daté de 1543[24] et longtemps propriété des franciscains puis des oratoriens, il est aussi lié au Jansénisme[17]. L’hôtellerie fût élevée en 1659 (p37). Il était entouré d'une belle forêt dont de beaux chênes qui ne survécurent pas aux froids de 1709, laissant place au maquis actuel, à sa hauteur (p40).
- Le puits Gérard, vestige de l'exploitation du charbon.

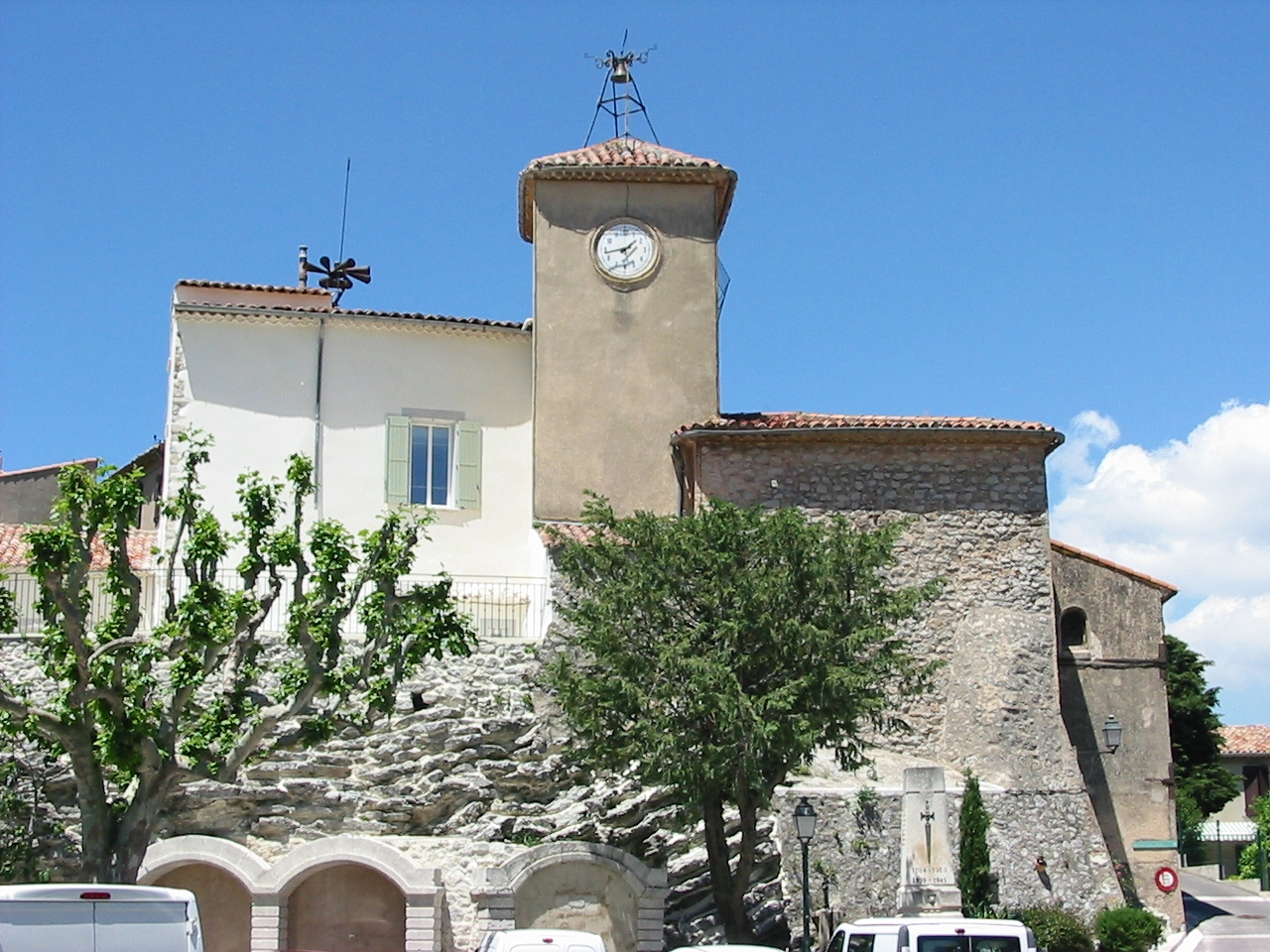
L'église de la Transfiguration-du-Seigneur.
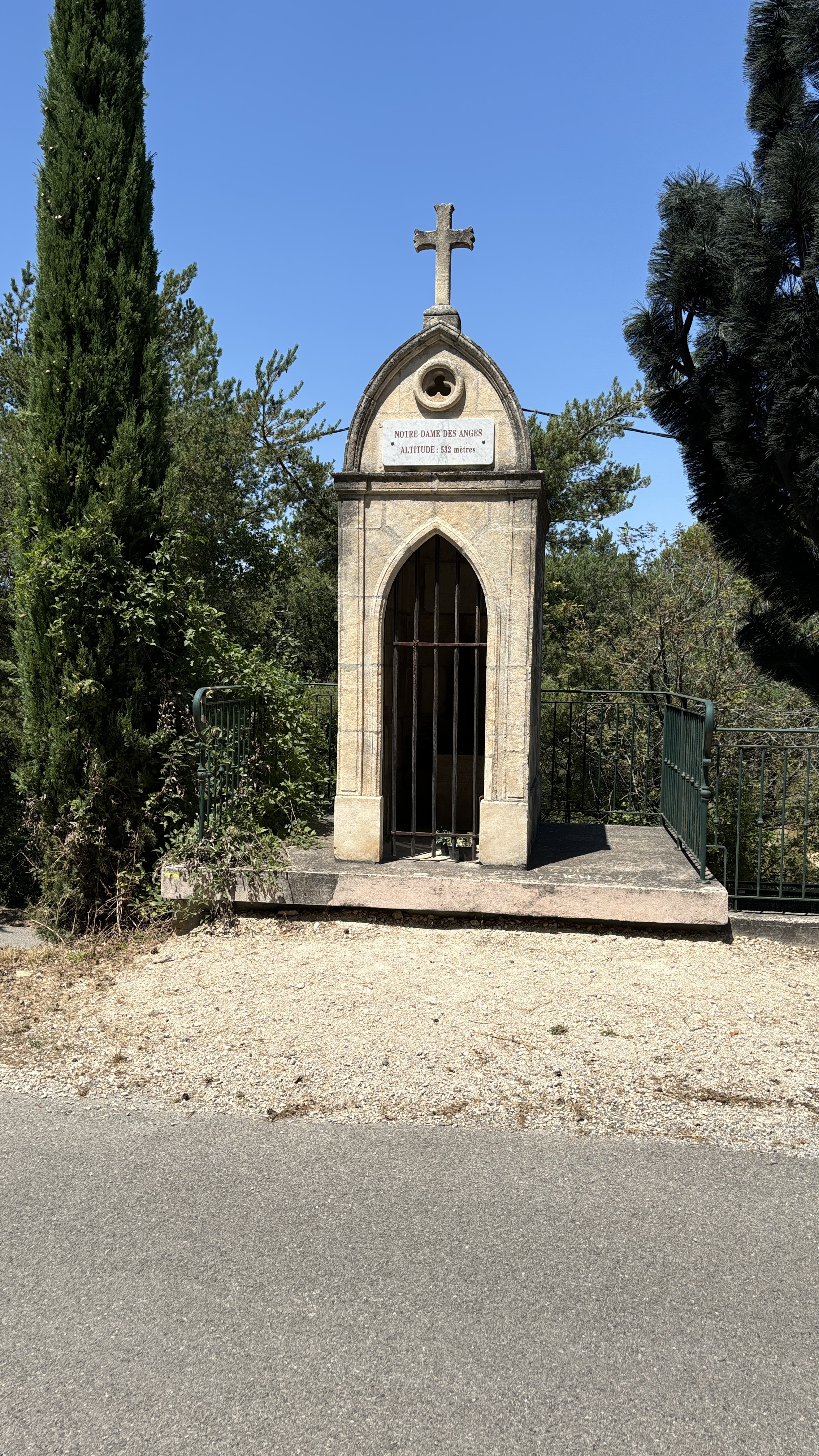
« Notre Dame des Anges Altitude : 532 mètres. »
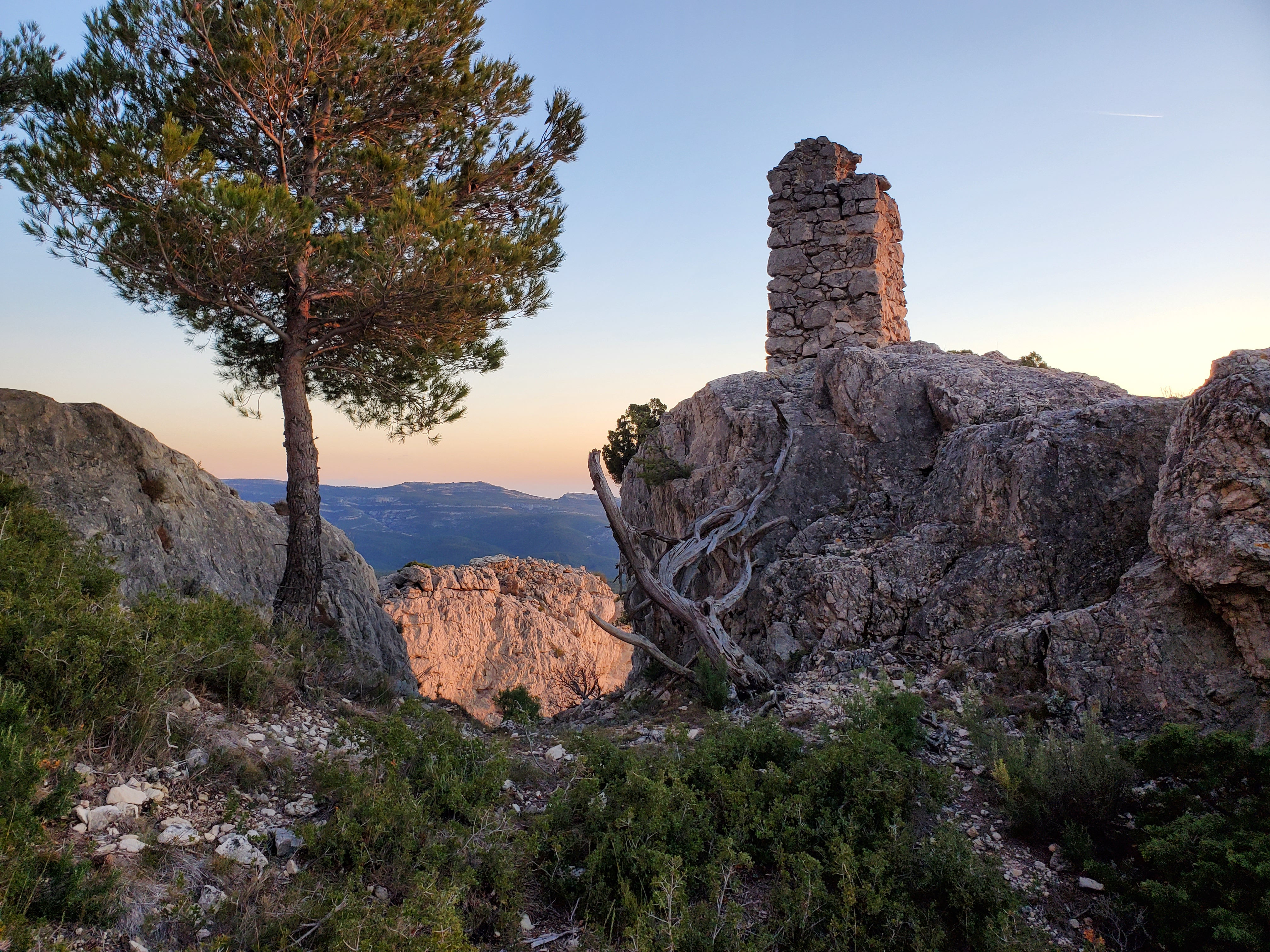
Le Paradis.
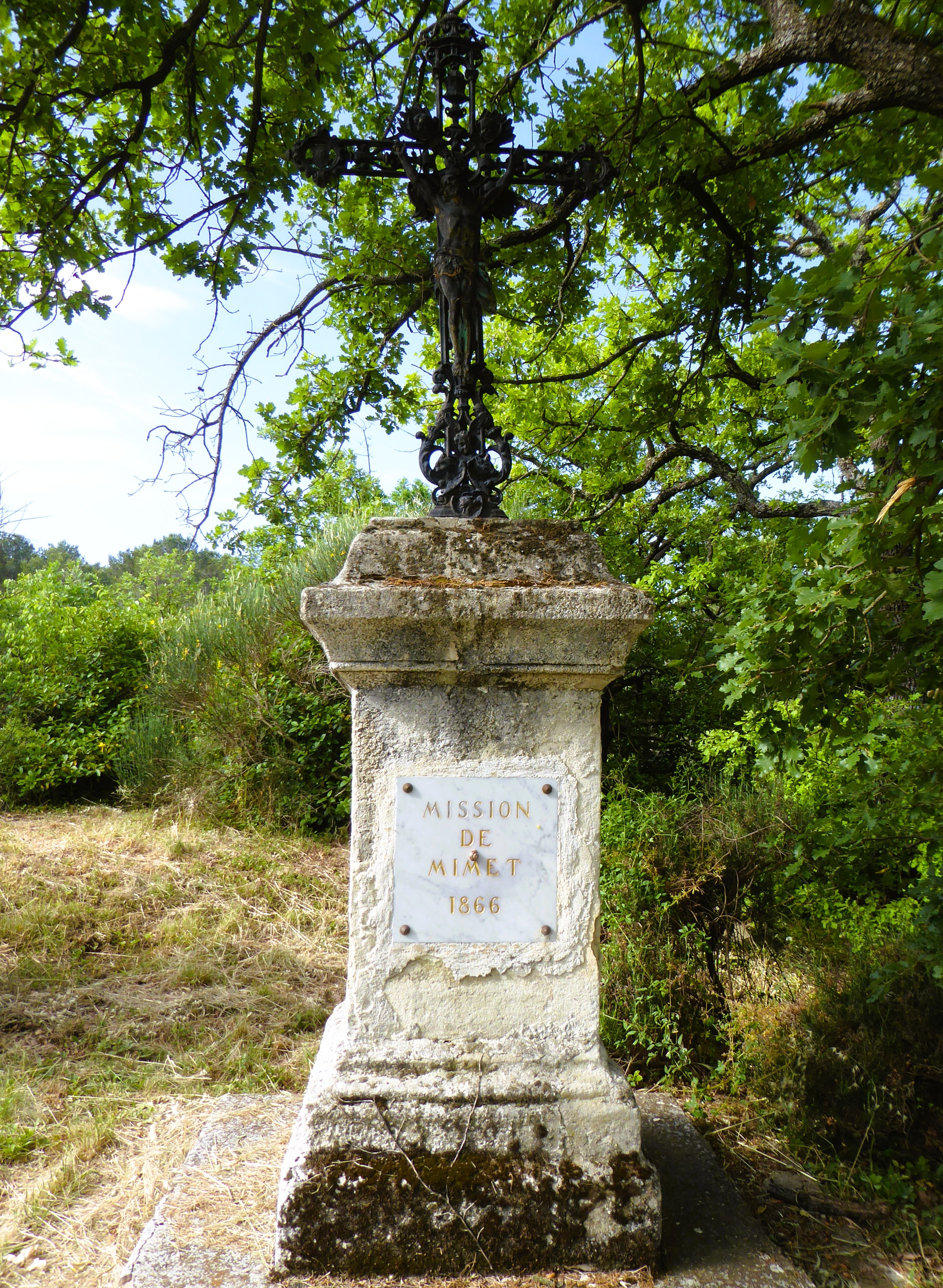
Croix de mission de 1866 hameau de la Diote.

### Films tournés à Mimet
- Le Boulanger de Valorgue, film d'Henri Verneuil (1953) avec Fernandel, a été tourné principalement dans le village de Mimet. La boulangerie du film était alors la véritable boulangerie du village. Celle-ci est aujourd'hui transformée en habitation mais arbore toujours son enseigne.

### Personnalités liées à la commune
- Patrick Revelli, footballeur international, né le 22 juin 1951 à Mimet.
- Erwann Le Péchoux, escrimeur français, est né à Pertuis, mais a passé toute son enfance et son adolescence à Mimet.

### Héraldique
| Armes de Mimet | Les armes peuvent se blasonner ainsi : D'azur à trois bandes d'or et un chef d'argent chargé du mot MIMET de sable. |